# Загар
Загар, още Загър или Свети Захарий (на гръцки: Άγιος Ζαχαρίας, Агиос Захариас, до 1927 година Ζαγάρι, Загари, на арумънски: Zagar или Sfantu Zaharie, на албански: Zagari), е бивше село в Егейска Македония, Гърция, на територията на дем Нестрам (Несторио), област Западна Македония. В селото е запазена църквата „Свети Захарий“ от края на XVI – началото на XVII век.

## География
Селото се намира в областта Нестрамкол на 40 километра югозападно от Костур, в северните склонове на планината Грамос, край един приток на река Бистрица (наричана тук Белица). Наа север Загар граничи с Фуша, на юг с Мирославци (Мировлитис) и Аетомилица (Денско), на изток с Яновени (Янохори), Пилкати (Монопило), Тухол (Певкос) и Чаир (Ливадия), а на запад с Въртеник и Грамоща (Грамос).

## История
В 1769 година албански банди разрушават седем села в областта – Грамоща, Линотопи, Въртеник, Пискохори, Лагор, Омотско и Загар.
След унищожаването на съседното Линотопи в 1769 година в Загар се заселва мюсюлманско население, което обръща църквата „Свети Захарий“ в джамия. В 1900 година митрополит Филарет Димотишки пише, че в селото Загар живеят 16 мюсюлмански семейства. В 1928 година Панделис Цамисис пише, че жителите на Загар говорят албански като основен език и само малко гръцки, и че произхождат от Линотопи, където са се потурчили.
По време на Илинденско-Преображенското въстание през септември 1903 година в Загар влиза голямата чета на Васил Чекаларов и дава сражение на башибозука. Селото е изгорено българската чета.
Гръцка статистика от 1905 година представя селото като българско с 90 жители.
Преди 1923 година фамилиите в селото са Даневи (Dani), Докови (Doko), Бейкови (Bejko).
През Балканската война на 11 ноември 1912 година гръцката армия влиза в Костур, а турската се оттегля към Корча. В Тухол пристига чета от 50 души, начело с Димитрис Кордистас, която има за цел да опожари мюсюлманските села Чаир, Загар и Фуша и успява да опожари Чаир. В Загар обаче пристига Сали Бутка с двамата си синове и четата си от 200 души, настъпва към Чаир и след това към Тухол и частично го запалват. На 2 декември гръцката армия разбива османците при Смърдеш и 5-та дивизия напредва към Шак. Капитаните Никола Белов и Сульо се опитват в Яновени да окажат съпротива на Бутка, но жителите на Яновени, Слимница и Пилкати бягат в Калевища и Нестрам. Албанците на Сали Бутка и жители на Видово влизат в Яновени на 3 и 4 декември и го разграбват. След това жителите на албанските села Загар и Фуша бягат в Ерсека, а гръцката армия влиза в Загар.
След Междусъюзническата война в 1913 година Загар влиза в Гърция. В преброяването от 1913 година не се споменава. В 1927 година е прекръстено на Агиос Захариас. След 1928 година изчезва от преброяванията.
| Албански топоними от Загар преди изселването на албанците | Албански топоними от Загар преди изселването на албанците | Албански топоними от Загар преди изселването на албанците                               |
| Име                                                       | Име                                                       | Обяснение                                                                               |
| --------------------------------------------------------- | --------------------------------------------------------- | --------------------------------------------------------------------------------------- |
| Ara e Dardhës                                             |                                                           | ниви със стара круша на Ю                                                               |
| Bredhi                                                    |                                                           | елова гора на И                                                                         |
| Bredhi i Shtrembër                                        |                                                           | голямо плато с елова гора на И                                                          |
| Burimi                                                    |                                                           | извор близо до центъра                                                                  |
| Burim i Veliut                                            |                                                           | извор                                                                                   |
| Brryll/i                                                  |                                                           | ниви близо до центъра                                                                   |
| Dardha e Shpatave                                         |                                                           | стара круша на Ю, под която войниците си почивали и увесвали на нея сабите си           |
| Goric e Veliut                                            | Вельова Горица                                            | ниви и гора на И, собственост на някой си Велю                                          |
| Gremin/a e Pazarit                                        |                                                           | скалист ръб на Ю                                                                        |
| Grop/a e Kallojerit                                       |                                                           | ями на И                                                                                |
| Grop/a e Thimjos                                          |                                                           | ями в планината на И, където има борови гори                                            |
| Gropat e Kroit Gjergjit                                   |                                                           | ями на С                                                                                |
| Gjollat                                                   | Гьолат                                                    | място на С, където имало каменни плочи, за да се хвърля сол за добитъка                 |
| Kaçe                                                      | Каче                                                      | местност                                                                                |
| Kadafija (Kadafiq/i)                                      | Кадафия                                                   | голяма скала, разцепена по средата като с меч, на брега на Грамощката река              |
| Kalidhet                                                  |                                                           | ниви на И                                                                               |
| Karaull/i                                                 | Караули                                                   | хълм в полето на З, покрит с гора                                                       |
| Klishë/a                                                  | Църква                                                    | развалини на стара църква на С                                                          |
| Kollovoz/i                                                | Коловоз                                                   | скалиста местност, близо до центъра                                                     |
| Koria e Madhe                                             | Голема кория                                              | плато с дъбова горичка на И                                                             |
| Kroi i Bredhit                                            |                                                           | чешма на И                                                                              |
| Kroi i Fushëzës                                           | Фушина чешма                                              | чешма на С                                                                              |
| Kroi i Kallojerit                                         | Калугерска чешма                                          | чешма на И                                                                              |
| Kroi i Manastirit                                         | Манастирска чешма                                         | чешма да монастира                                                                      |
| Kulaç/i i Veliut                                          | Вельови Кулачи                                            | ниви                                                                                    |
| Linatop/i, Palihuar/i, Palahuari, Qytezë/a                | Линотопи                                                  | бивше село на Ю                                                                         |
| Luadh i Begtashit                                         | Бекташки ливади                                           | пасище на И                                                                             |
| Luadh i Vretenikut                                        | Въртенишки ливади                                         | пасище                                                                                  |
| Lum i Gramozit                                            | Грамощка река                                             | река, която извира от планината Грамос на З                                             |
| Lumi i Linatopit                                          | Линотопска река                                           | река, извираща от Згур на З                                                             |
| Mali i Zguros                                             | Згур                                                      | планина                                                                                 |
| Manastiri                                                 | Манастир                                                  | скалиста местност на С, където някога е имало манастир                                  |
| Mezarët e Dervishëve                                      |                                                           | гробове на дервиши при Шеши и Манастирит на С                                           |
| Mulliri i Hakiut                                          | Мелница на Хакю                                           | мелница                                                                                 |
| Mulliri i Nazarit                                         | Мелница на Назар                                          | селската мелница на З                                                                   |
| Patos/i                                                   |                                                           | тъмна, гъста, непроходима гора                                                          |
| Pazari                                                    | Пазар                                                     | място, където някога ставал пазар                                                       |
| Peshterèja e Habipit                                      | Пещера на Хабиб                                           | скална пещера на И, в която по османско време се криел качакът Хабиб Бейколари от Загар |
| Peshtereja e Osmanit                                      | Пещера на Осман                                           | скала със стряха, близо до центъра                                                      |
| Përroi i Dudisë                                           |                                                           | përrua pranë qendrës.                                                                   |
| Përroi i Kalidhevet                                       |                                                           | порой, който се спуска към Грамощката река на И                                         |
| Përroi i Lajthisë                                         |                                                           | порой, по чийто брегове растят лешници                                                  |
| Përroi i Muços                                            |                                                           | порой близо до центъра                                                                  |
| Përroi i Sharrës                                          |                                                           | порой на И, на който имало дъскорезница                                                 |
| Përroi i Thellë                                           | Порой на Тела                                             | порой                                                                                   |
| Pllaj’ e Madhe                                            |                                                           | плато, служещо за пасище на И                                                           |
| Pllaj’ e Meles                                            |                                                           | плато на И                                                                              |
| Pllajë e Vogël                                            |                                                           | малко плато                                                                             |
| Qafa e Ludhevet                                           |                                                           | проход на Ю                                                                             |
| Qafa e Manastirit                                         | Манастирски проход                                        | планински проход на СИ, където имало манастир в развалини                               |
| Qaf’ e Pazarit                                            | Пазарски проход                                           | проход на Ю                                                                             |
| Qershitë                                                  | Черешите                                                  | черешова гора на Ю                                                                      |
| Stani i Llambros                                          |                                                           | местност на Ю, където семейство Ламброви имали кошари с 1500 овце                       |
| Sharra                                                    |                                                           | дъскорезница на Ю                                                                       |
| Shesh i Manastirit                                        |                                                           | плато със стар манастир на СИ                                                           |
| Shesh i Stanit                                            |                                                           | площад и поляна близо до центъра                                                        |
| Shkallë/a                                                 |                                                           | скалисто място и пътя по него, на З до Грамоща                                          |
| Shkëmb i Çarë                                             |                                                           | голяма цепнатина на скала на Ю                                                          |
| Ura e Vretenikut                                          | Въртенишки мост                                           | сводест мост с две арки на З на Грамощката река                                         |
| Zguro/ua                                                  |                                                           | хълм на Ю, покрит с борова гора                                                         |
| Varrezat                                                  |                                                           | селското гробище на З                                                                   |
| Varri i Hajdutit                                          | Хайдушки гроб                                             | гроб, където е убит хайдутин                                                            |

| Година    | 1913 | 1920 | 1928 | 1940 | 1951 | 1961 | 1971 | 1981 | 1991 | 2001 | 2011 | 2021 |
| --------- | ---- | ---- | ---- | ---- | ---- | ---- | ---- | ---- | ---- | ---- | ---- | ---- |
| Население |      | 66   | 31   |      |      |      |      |      |      |      |      |      |